# Беспечное
Беспе́чное (укр. Безпечне) - село, расположенное на территории Бахмачского района Черниговской области (Украина).
Население составляет 91 житель (2006 год). Плотность населения — 101,11 чел/кв.км.
Впервые упоминается в 1840 году.
Село Беспечное находится примерно в 55 км к западу от центра города Бахмач. Средняя высота населённого пункта — 145 м над уровнем моря. Село находится в зоне умеренно континентального климата.
Национальный состав представлен преимущественно украинцами, конфессиональный состав — христианами.